# Oscar 1991
A 63.ª cerimônia do Oscar ou Oscar 1991 (no original: 63rd Academy Awards), apresentada pela Academia de Artes e Ciências Cinematográficas (AMPAS), homenageou os melhores filmes, atores e técnicos de 1990. Aconteceu em 25 de março de 1991 no Shrine Auditorium, em Los Angeles, às 18 horas no horário local. Durante a cerimônia, foram distribuídos os prêmios da Academia em vinte e duas categorias, e a transmissão ao vivo foi realizada pela rede televisiva estadunidense American Broadcasting Company (ABC), com produção de Gil Cates e direção de Jeff Margolis. O ator Billy Crystal foi o anfitrião do evento pelo segundo ano consecutivo. Três semanas antes, em uma cerimônia no The Beverly Hilton em Beverly Hills, Califórnia, realizada em 2 de março, o Oscar por Realização Técnicas foi entregue sob apresentação de Geena Davis.
Dances with Wolves venceu sete categorias, incluindo a conquista de melhor filme. Destacaram-se também Dick Tracy com três prêmios, Ghost com duas estatuetas, American Dream, Creature Comforts, Cyrano de Bergerac, Days of Waiting, Goodfellas, The Hunt for Red October, Reise der Hoffnung, The Lunch Date, Misery, Reversal of Fortune e Total Recall com um. A apresentação televisionada contabilizou 43 milhões de telespectadores nos Estados Unidos.

## Indicados e vencedores
Os indicados ao Oscar 1991 foram anunciados em 13 de fevereiro de 1991, às 5h38min no horário local, no Samuel Goldwyn Theater em Beverly Hills, Califórnia, por Karl Malden, presidente da Academia, e pelo ator Denzel Washington. O filme Dances with Wolves se sobrepôs com indicação em doze categorias; em seguida, Dick Tracy e The Godfather Part III, ambos com sete nomeações.
Os vencedores foram anunciados durante a cerimônia de premiação em 25 de março de 1991. Kevin Costner foi o quinto cineasta a vencer a categoria de melhor diretor em sua estreia e a ser indicado tanto para melhor ator quanto para melhor diretor pelo mesmo filme. Whoopi Goldberg, vencedora do prêmio de melhor atriz coadjuvante, foi a segunda mulher afro-americana a receber um Oscar. Antes dela, Hattie McDaniel venceu na mesma categoria por Gone With the Wind.

### Prêmios
Indica o vencedor dentro de cada categoria.
| Melhor Filme Dances with Wolves – Jim Wilson e Kevin Costner - Awakenings – Walter Parkes e Lawrence Lasker - Ghost – Lisa Weinstein - The Godfather Part III – Francis Ford Coppola - Goodfellas – Irwin Winkler | Melhor Diretor Kevin Costner – Dances with Wolves - Francis Ford Coppola – The Godfather Part III - Martin Scorsese – Goodfellas - Stephen Frears – The Grifters - Barbet Schroeder – Reversal of Fortune |
| Melhor Ator/Actor (Principal) Jeremy Irons – Reversal of Fortune como Claus von Bülow - Kevin Costner – Dances with Wolves como Lieutenant John J. Dunbar/Dances With Wolves - Robert De Niro – Awakenings como Leonard Lowe - Gérard Depardieu – Cyrano de Bergerac como Cyrano de Bergerac - Richard Harris – The Field como "Bull" McCabe                                                     | Melhor Atriz/Actriz (Principal) Kathy Bates – Misery como Annie Wilkes - Anjelica Huston – The Grifters como Lilly Dillon - Julia Roberts – Pretty Woman como Vivian Ward - Meryl Streep – Postcards from the Edge como Suzanne Vale - Joanne Woodward – Mr. & Mrs. Bridge como India Bridge |
| Melhor Ator/Actor Coadjuvante/Secundário Joe Pesci – Goodfellas como Tommy DeVito - Bruce Davison – Longtime Companion como David - Andy García – The Godfather Part III como Vincent Corleone - Graham Greene – Dances with Wolves como Kicking Bird - Al Pacino – Dick Tracy como Alphonse "Big Boy" Caprice                                                                                   | Melhor Atriz/Actriz Coadjuvante/Secundária Whoopi Goldberg – Ghost como Oda Mae Brown - Annette Bening – The Grifters como Myra Langtry - Lorraine Bracco – Goodfellas como Karen Friedman Hill - Diane Ladd – Wild at Heart como Marietta Fortune - Mary McDonnell – Dances with Wolves como Stands with a Fist/Christine Gunther |
| Melhor Roteiro/Argumento – Original Ghost – Bruce Joel Rubin - Alice – Woody Allen - Avalon – Barry Levinson - Green Card – Peter Weir - Metropolitan – Whit Stillman | Melhor Roteiro/Argumento – Adaptado Dances with Wolves – Michael Blake por Dances with Wolves - Awakenings – Steven Zaillian por Awakenings de Oliver Sacks - Goodfellas – Nicholas Pileggi e Martin Scorsese por Wiseguy de Nicholas Pileggi - The Grifters – Donald E. Westlake por The Grifters de Jim Thompson - Reversal of Fortune – Nicholas Kazan por Reversal of Fortune de Alan M. Dershowitz                                                              |
| Melhor Filme Estrangeiro Reise der Hoffnung ( Suiça) – Xavier Koller - Cyrano de Bergerac ( França) – Jean-Paul Rappeneau - Ju Dou ( China) – Zhang Yimou e Yang Fengliang - Das schreckliche Mädchen ( Alemanha) – Michael Verhoeven - Porte aperte ( Itália) – Gianni Amelio | Melhor Documentário em Longa-metragem American Dream – Barbara Kopple e Arthur Cohn - Berkeley in the Sixties – Mark Kitchell - Building Bombs – Mark Mori e Susan Robinson - Forever Activists: Stories from the Veterans of the Abraham Lincoln Brigade – Judith Montell - Waldo Salt: A Screenwriter's Journey – Robert Hillmann e Eugene Corr |
| Melhor Documentário em Curta-metragem Days of Waiting – Steven Okazaki - Burning Down Tomorrow – Kit Thomas - Chimps: So Like Us – Karen Goodman e Kirk Simon - Journey into Life: The World of the Unborn – Derek Bromhall - Rose Kennedy: A Life to Remember – Freida Lee Mock e Terry Sanders                                                                                                 | Melhor Curta-metragem The Lunch Date – Adam Davidson - 12:01 PM – Hillary Ripps e Jonathan Heap - Bronx Cheers – Raymond De Felitta e Matthew Gross - Dear Rosie – Peter Cattaneo e Barnaby Thompson - Senzeni Na? – Bernard Joffa e Anthony E. Nicholas |
| Melhor Animação em Curta-metragem Creature Comforts – Nick Park - A Grand Day Out – Nick Park - Cavallette – Bruno Bozzetto | Melhor Trilha Sonora/Banda Sonora Dances with Wolves – John Barry - Avalon – Randy Newman - Ghost – Maurice Jarre - Havana – Dave Grusin - Home Alone – John Williams |
| Melhor Canção Original - "Sooner or Later (I Always Get My Man)" por Dick Tracy – Stephen Sondheim - "Blaze of Glory" por Young Guns II – Jon Bon Jovi - "I'm Checkin' Out" por Postcards from the Edge – Shel Silverstein - "Promise Me You'll Remember" por The Godfather Part III – Carmine Coppola e John Bettis - "Somewhere in My Memory" por Home Alone – John Williams e Leslie Bricusse | Melhor Som Dances with Wolves – Jeffrey Perkins, Bill W. Benton, Gregory H. Watkins e Russell Williams II - Days of Thunder – Charles M. Wilborn, Donald O. Mitchell, Rick Kline e Kevin O'Connell - Dick Tracy – Thomas Causey, Chris Jenkins, David E. Campbell e Doug Hemphill - The Hunt for Red October – Richard Bryce Goodman, Richard Overton, Kevin F. Cleary e Don Bassman - Total Recall – Nelson Stoll, Michael J. Kohut, Carlos Delarios e Aaron Rochin |
| Melhor Edição de Som The Hunt for Red October – Cecelia Hall e George Watters II - Flatliners – Charles L. Campbell e Richard C. Franklin - Total Recall – Stephen Hunter Flick | Melhor Direção de Arte Dick Tracy – Richard Sylbert e Rick Simpson - Cyrano de Bergerac – Ezio Frigerio e Jacques Rouxel - Dances with Wolves – Jeffrey Beecroft e Lisa Dean - The Godfather Part III – Dean Tavoularis e Gary Fettis - Hamlet – Dante Ferretti e Francesca Lo Schiavo |
| Melhor Maquiagem/Caracterização Dick Tracy – John Caglione Jr. e Doug Drexler - Cyrano de Bergerac – Michèle Burke e Jean-Pierre Eychenne - Edward Scissorhands – Ve Neill e Stan Winston | Melhor Figurino/Guarda-Roupa Cyrano de Bergerac – Franca Squarciapino - Avalon – Gloria Gresham - Dances with Wolves – Elsa Zamparelli - Dick Tracy – Milena Canonero - Hamlet – Maurizio Millenotti |
| Melhor Cinematografia/Fotografia Dances with Wolves – Dean Semler - Avalon – Allen Daviau - Dick Tracy – Vittorio Storaro - The Godfather Part III – Gordon Willis - Henry & June – Philippe Rousselot | Melhor Edição/Montagem Dances with Wolves – Neil Travis - Ghost – Walter Murch - The Godfather Part III – Barry Malkin, Lisa Fruchtman e Walter Murch - Goodfellas – Thelma Schoonmaker - The Hunt for Red October – Dennis Virkler e John Wright |

### Oscar por Realização Técnicas
- Eric Brevig, Rob Bottin, Tim McGovern e Alex Funke, pelos efeitos visuais em Total Recall.[15]

### Oscar Honorário
- A Sophia Loren; "um verdadeiro tesouro do cinema mundial, cuja carreira repleta de atuações inesquecíveis deixou um brilho eterno em nossa arte".[16]
- A Myrna Loy; "em homenagem a suas qualidades excepcionais, tanto no cinema quanto fora dele, em reconhecimento por uma vida dedicada a atuações inesquecíveis".[16]

### Prêmio Memorial Irving G. Thalberg
- David Brown e Richard D. Zanuck.[17]

### Filmes com mais prêmios e indicações
| Indicações | Filme                    |
| ---------- | ------------------------ |
| 12         | Dances with Wolves       |
| 7          | Dick Tracy               |
| 7          | The Godfather Part III   |
| 6          | Goodfellas               |
| 5          | Cyrano de Bergerac       |
| 5          | Ghost                    |
| 4          | Avalon                   |
| 4          | The Grifters             |
| 3          | Awakenings               |
| 3          | The Hunt for Red October |
| 3          | Total Recall             |
| 3          | Reversal of Fortune      |
| 2          | Hamlet                   |
| 2          | Home Alone               |
| 2          | Postcards from the Edge  |

| Vitórias | Filme              |
| -------- | ------------------ |
| 7        | Dances with Wolves |
| 3        | Dick Tracy         |
| 2        | Ghost              |

## Apresentadores e atrações musicais
As seguintes personalidades apresentaram categorias ou realizaram números individuais:

### Apresentadores (em ordem de aparição)
| Nome(s)                      | Função |
| ---------------------------- | --- |
| Charlie O'Donnell            | Anunciou o início da cerimônia                                                                            |
| Karl Malden                  | Deu boas-vindas aos convidados da cerimônia                                                               |
| Michael Caine                | Apresentou o número de abertura                                                                           |
| Denzel Washington            | Apresentou a categoria de melhor atriz coadjuvante                                                        |
| Dianne Wiest                 | Apresentou a categoria de melhor som                                                                      |
| Jack Lemmon                  | Apresentou o segmento do filme Ghost                                                                      |
| Anne Archer                  | Apresentou a categoria de melhor maquiagem                                                                |
| Brenda Fricker               | Apresentou a categoria de melhor ator coadjuvante                                                         |
| Chevy Chase Martin Short     | Apresentaram a categoria de melhor curta-metragem                                                         |
| Pica-Pau (Dave Spafford)     | Apresentou a categoria de melhor animação em curta-metragem                                               |
| Anjelica Huston              | Apresentou o Oscar Honorário a Myrna Loy                                                                  |
| Joe Pesci                    | Anunciou a apresentação de "Somewhere in My Memory"                                                       |
| Annette Bening               | Apresentou a categoria de melhor figurino                                                                 |
| Geena Davis                  | Apresentou o Oscar Científico ou Técnico e o Prêmio Gordon E. Sawyer                                      |
| Danny Aiello                 | Apresentou o segmento do filme Goodfellas                                                                 |
| Jack Valenti                 | Apresentou a categoria de melhores efeitos visuais                                                        |
| Michael Douglas              | Apresentou o Prêmio Memorial Irving G. Thalberg a David Brown e Richard D. Zanuck                         |
| Alec Baldwin Kim Basinger    | Apresentaram o número de dança e a categoria de melhor trilha sonora                                      |
| Danny Glover Kevin Kline     | Apresentaram a categoria de melhor edição                                                                 |
| Richard Gere Susan Sarandon  | Apresentaram a categoria de melhor direção de arte                                                        |
| Bob Hope                     | Apresentou o segmento "My First Movie"                                                                    |
| Phoebe Cates Ron Silver      | Apresentaram a categoria de melhor documentário em curta-metragem e melhor documentário em longa-metragem |
| Robert De Niro               | Apresentou o segmento do filme Dances with Wolves                                                         |
| Andy García Whoopi Goldberg  | Apresentaram a categoria de melhor edição de som                                                          |
| Christian Slater             | Anunciou a apresentação de "Blaze of Glory"                                                               |
| Glenn Close                  | Apresentou a categoria de melhor fotografia                                                               |
| Dustin Hoffman               | Apresentou a categoria de melhor filme estrangeiro                                                        |
| Jodie Foster Anthony Hopkins | Apresentaram a categoria de melhor roteiro original e melhor roteiro adaptado                             |
| Debra Winger                 | Apresentou o segmento do filme Awakenings                                                                 |
| Gregory Peck                 | Apresentou o Oscar Honorário a Sophia Loren                                                               |
| Ann-Margret Gregory Hines    | Apresentaram a categoria de melhor canção original                                                        |
| Daniel Day-Lewis             | Apresentou a categoria de melhor atriz                                                                    |
| Jessica Tandy                | Apresentou a categoria de melhor ator                                                                     |
| Jeff Bridges                 | Apresentou o segmento do filme The Godfather Part III                                                     |
| Tom Cruise                   | Apresentou a categoria de melhor diretor                                                                  |
| Barbra Streisand             | Apresentou a categoria de melhor filme                                                                    |

### Atrações musicais (em ordem de aparição)
| Nome(s)                    | Atração |
| -------------------------- | --- |
| Bill Conti                 | Orquestra |
| Jasmine Guy Steve LaChance | Número de abertura |
| Billy Crystal              | Número de abertura: Goodfellas (ao som de "Goody Goody"), Dances With Wolves (ao som de "Dancing in the Dark" de The Band Wagon), Ghost (ao som de "L-O-V-E"), The Godfather Part III (ao som de "Speak Softly Love" de The Godfather) e Awakenings (ao som de "All the Way") |
| Madonna                    | "Sooner or Later" de Dick Tracy |
| Children's choir           | "Somewhere in My Memory" de Home Alone |
| Reba McEntire              | "I'm Checkin' Out" de Postcards from the Edge |
| Bon Jovi                   | "Blaze of Glory" de Young Guns II |
| Harry Connick Jr.          | "Promise Me You'll Remember (Love Theme from The Godfather Part III)" de The Godfather Part III |

## Cerimônia

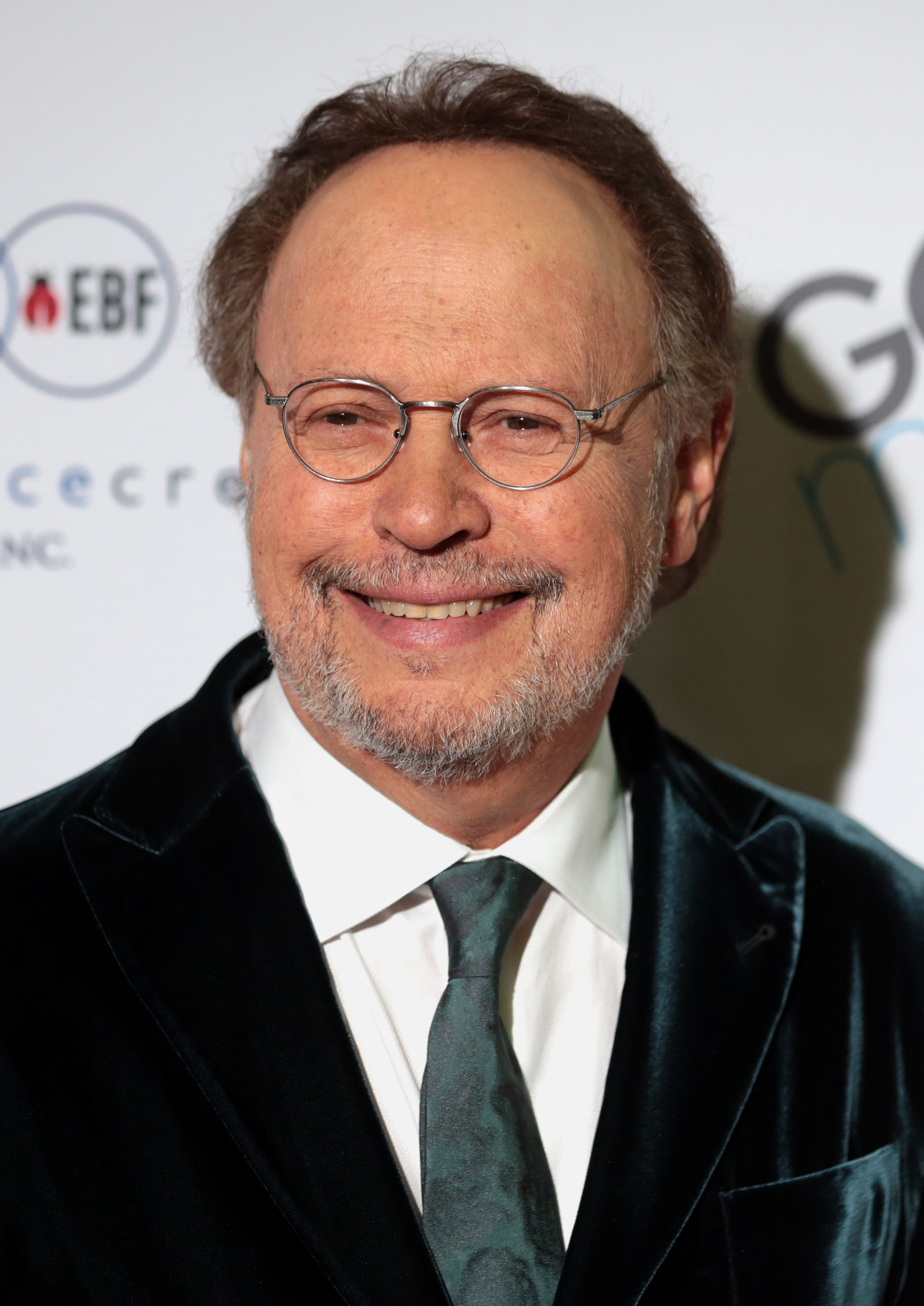
Billy Crystal foi o anfitrião do Oscar 1991.

Com base no sucesso da cerimônia do ano anterior, que obteve bons resultados de audiência, Gilbert Cates foi recontratado como produtor da transmissão. Em janeiro de 1991, o ator e comediante Billy Crystal foi selecionado para ser o anfitrião da cerimônia pelo segundo ano consecutivo. Seguidamente, Crystal comentou: "É uma grande honra, e espero que a cerimônia dure menos de nove horas".
Seguindo a tradição do ano anterior com o tema "Around the World in 3 1/2 Hours", Cates estruturou o evento em torno de um novo conceito. Desta vez, a cerimônia foi nomeada como "100 Years of Film", em celebração aos 100 anos de desenvolvimento do cinetoscópio, por Thomas Edison, e dos filmes em celuloide pela Eastman Kodak. Simultaneamente ao tema principal, a cerimônia apresentou um segmento de abertura ousado. O ator Michael Caine apresentou a seção ao vivo via satélite, diretamente do Salon Indien du Grand Café em Paris, local onde o curta-metragem L'Arrivée d'un train en gare de La Ciotat estreou em 1895. Depois de alguns trechos do curta, a transmissão retornou ao palco do Shrine Auditorium, onde a atriz Jasmine Guy e outros dançarinos realizaram o número de abertura. O cineasta Chuck Workman gravou uma vinheta com atores como Sally Field, Andy García e Anjelica Huston, em que discutiam sobre o primeiro filme que assistiram.
Diversas outras pessoas colaboraram para a realização da cerimônia. O compositor e músico Bill Conti ficou encarregado da direção musical do evento. A dançarina Debbie Allen coreografou o número de dança que apresentou os indicados a categoria de melhor trilha sonora. Em meio à trágica perda de oito membros de sua banda em um acidente aéreo, Reba McEntire, visivelmente emocionada, apresentou a canção "I'm Checkin' Out", do filme Postcards from the Edge. Esta cerimônia também marcou o último ano em que não houve indicações oficiais para a categoria de melhores efeitos visuais. Back to the Future Part III, Dick Tracy, Ghost e Total Recall avançaram para a segunda fase de votação. No entanto, apenas Total Recall atingiu a média necessária e recebeu um Oscar por Realização Técnicas.

### Bilheteria dos filmes indicados
No dia do anúncio dos filmes indicados, em 12 de fevereiro, o valor bruto somado pelas cinco obras na categoria principal era de 458,2 milhões de dólares, média de 41 milhões por filme. Ghost assegurou a maior bilheteria entre os aparentes no Oscar 1991, totalizando 213,5 milhões de dólares em recibos do mercado doméstico. Em seguida, aparecem Dances with Wolves (104,3 milhões); The Godfather Part III (62,5 milhões); Goodfellas (41 milhões) e, finalmente, Awakenings (36,7 milhões de dólares).
Dos cinquenta filmes mais lucrativos do ano de 1990, doze obras indicadas à cerimônia aparecem na lista: Home Alone (1.º), Ghost (2.º), Pretty Woman (3.º), The Hunt for Red October (5.º), Total Recall (6.º), Dances with Wolves (8.º), Dick Tracy (9.º), Days of Thunder (12.º), The Godfather Part III (17.º), Edward Scissorhands (22.º), Goodfellas (30.º) e Awakenings (34.º).

### Avaliação em retrospecto
O show recebeu, em sua maioria, críticas variadas de publicações da mídia. Rick DuBrow, do Los Angeles Times, escreveu que "a cerimônia deste ano se transformou em uma longa jornada que se estendeu do dia para a noite", considerando-a um dos "mais eficazes remédios para dormir este ano". Tom Shales, crítico de televisão do The Washington Post, notou que "Crystal costumava avaliar imediatamente a reação do público diante de suas piadas, como se fosse responsabilidade dos espectadores agradá-lo, e não o contrário". Acrescentando que "o Oscar pareceu um fracasso maior do que o habitual este ano". O colunista Dan Craft, do The Pantagraph, criticou o comportamento excessivamente correto dos convidados e comentou que as piadas internas do apresentador Crystal eram confusas para o público televisivo.
Outros meios de comunicação foram mais favoráveis. Harold Schindler, colunista do The Salt Lake Tribune, escreveu que "Billy Crystal apresentou a cerimônia na noite de segunda-feira com tanta fluidez que os quinze minutos extras não foram notados". Ressaltando que, no que tange ao tema da transmissão sobre a história do cinema, a "Academia fez um excelente uso de seu acervo de filmes". O crítico de cinema Leonard Maltin afirmou: "As emoções estavam intensas, dando a todos a chance de sentir como seria ganhar um Oscar. Os melhores sempre se destacam, e o que mais amamos em Hollywood é um final feliz". Jay Boyar, crítico de cinema do Orlando Sentinel, destacou as piadas internas de Crystal sobre Hollywood e a divertida interação com o público".

### Recepção e audiência
Em seu país de origem, a transmissão da ABC atraiu uma média de 42,7 milhões de telespectadores no decorrer do evento, índice 6% maior que a audiência do Oscar 1990. Estima-se que 76 milhões de pessoas assistiram parcial ou integralmente à cerimônia. Pelo Nielsen Ratings, também obteve números superiores à edição anterior, com 28,4% dos televisores sintonizados na rede, total de 48 pontos. Os valores conquistados resultaram na maior audiência desde o Oscar 1984.
Em julho de 1991, a apresentação do evento recebeu quatro indicações ao Emmy Award. No mês seguinte, na noite da premiação, conquistou três destas indicações: melhor programa de variedades, musical ou comédia (para Gil Cates), melhor apresentação individual em programa de variedades ou musical (para Billy Crystal) e melhor programa roteirizado – comédia ou musical (para Hal Kanter, Buz Kohan, Billy Crystal, David Steinberg, Bruce Vilanch e Robert Wuhl).